# Thomas J. Balonek
| Odkryte planetoidy: 9 | Odkryte planetoidy: 9 |
| --------------------- | --------------------- |
| (6452) Johneuller     | 17 kwietnia 1991      |
| (9613) 1993 BN3       | 26 stycznia 1993      |
| (14462) 1993 GA       | 2 kwietnia 1993       |
| (48496) 1993 BM3      | 26 stycznia 1993      |
| (52463) 1995 GA8      | 6 kwietnia 1995       |
| (85323) 1995 GF8      | 8 kwietnia 1995       |
| (100307) 1995 GJ8     | 8 kwietnia 1995       |
| (162023) 1995 GP8     | 8 kwietnia 1995       |
| (347162) 2011 FN12    | 8 kwietnia 1995       |
| 1.                    |                       |

Thomas J. Balonek – amerykański astronom i fizyk.

## Życiorys
W 1974 ukończył fizykę na Uniwersytecie Cornella. W 1982 roku uzyskał stopień doktora astronomii na University of Massachusetts Amherst. Od 1985 roku pracuje na Colgate University, od 2002 na stanowisku profesora fizyki i astronomii. Jego działalność badawcza obejmuje astronomię pozagalaktyczną (kwazary, blazary, galaktyki aktywne, radiogalaktyki itp.), fotometrię optyczną (gwiazdy podwójne zaćmieniowe, supernowe, tranzyty planet pozasłonecznych), astrometrię planetoid.
W latach 1991–1995 odkrył 9 planetoid, z czego 8 samodzielnie.